# Club de Futbol Pobla de Mafumet
El Club de Futbol La Pobla de Mafumet es un club de fútbol del municipio catalán de Pobla de Mafumet, en Tarragona, España. Fue fundado en 1953 y actualmente milita en Tercera División RFEF. Es además filial del Gimnàstic de Tarragona.

## Historia
El club fue fundado en 1953. La temporada 2003/04, cuando el club militaba en Primera Catalana, llegó a un acuerdo de colaboración para convertirse en filial del Club Gimnàstic de Tarragona, aunque conservando su independencia institucional. Tras este acuerdo llegaron los mayores éxitos en la historia del club. La temporada 2006-07 logró el ascenso a Tercera División, debutando así en categoría nacional. La campaña 2010-11 logró clasificarse por primera vez en su historia para disputar la promoción de ascenso a Segunda División B. El 28 de junio de 2015 consigue el ascenso a Segunda B por primera vez en su historia.

## Himno
El club cuenta con himno propio desde la temporada 2010/11. El tema, titulado Passió i sentiment, es obra del cantautor Antonio Cruz.

## Datos del club
- Temporadas en Segunda División B: 1.
- Temporadas en Tercera División: 10.
- Mejor posición en liga (en Segunda División B): 17º (temporada 2015-16).
- Peor posición en liga (en Segunda División B): 17º (temporada 2015-16).
- Mayor goleada conseguida  (en Segunda División B):
  - En casa: C. F. Pobla de Mafumet 1 - 0 Olímpic de Xàtiva (2015-16).
  - Fuera: C. D. Llosetense 0 - 2 C. F. Pobla de Mafumet (2015-16).
- Mayor goleada encajada  (en Segunda División B):
  - En casa: C. F. Pobla de Mafumet 0 - 4 Valencia C. F. Mestalla (2015-16).
  - Fuera: Villarreal C. F. "B" 2 - 0 C. F. Pobla de Mafumet (2015-16).